# Linia kolejowa Buchlicze – Łuniniec
Linia kolejowa Buchlicze – Łuniniec – linia kolejowa na Białorusi łącząca białorusko-ukraińską granicę państwową i przystanek kolejowy Buchlicze ze stacją Łuniniec. Jest to fragment linii Równe – Baranowicze – Wilno.
Linia znajduje się w obwodzie brzeskim. Powstała w czasach carskich i do końca I wojny światowej leżała w Rosji. W latach 1918–1939 położona była w Polsce, następnie w Związku Sowieckim (1945 - 1991) i od 1991 na Białorusi.
Na całej długości linia jest jednotorowa oraz niezelektryfikowana.